# 巴尔格施泰特
巴尔格施泰特（德語：Balgstädt，發音：[ˈbalkˌʃtɛt]）是德国萨克森-安哈尔特州布尔根兰县的市镇，面积32.58平方千米，2023年12月31日人口为1,082人。